# 大内氷上古墳
大内氷上古墳（おおうちひかみこふん）は、山口県山口市大内御堀にある古墳。形状は前方後円墳。山口県指定史跡に指定されている。

## 概要
山口県中部、大内盆地北縁の丘陵上に築造された小型の前方後円墳である（山口市域では現存唯一の前方後円墳）。現在までに後円部南側が削平を受けているほか、1985年度（昭和60年度）に調査が実施されている。
墳形は前方後円形で、前方部を北西方に向ける。墳丘周囲には浅い周溝が認められる。埋葬施設は竪穴式石室で、石室構造には山口地域の箱式石棺の様相が指摘される。石室主軸は墳丘主軸からやや西にふり、内法の長さ2.86メートル・幅0.6メートル（推定）・深さ0.7メートル（推定）を測る。ただし現在は石室の南側を損壊し、役行者像の祠が設置されている。石室から検出された副葬品としては鉄鏃1点がある。
この大内氷上古墳は、古墳時代中期の5世紀中葉-後半頃の築造と推定される。山口盆地の首長墓である朝田墳墓群（山口市朝田・吉敷、国の史跡）に対する、大内盆地の首長墓に位置づけられる古墳になる。
古墳域は1986年（昭和61年）に山口県指定史跡に指定されている。

## 遺跡歴
- 1985年度（昭和60年度）、発掘調査（山口県教育委員会、1986年に報告書刊行）[1]。
- 1986年（昭和61年）4月8日、山口県指定史跡に指定[1]。

## 墳丘
墳丘の規模は次の通り。
- 墳丘長：28メートル
- 後円部
  - 直径：15メートル
  - 高さ：2.8メートル
- 前方部
  - 幅：14メートル
  - 高さ：2.3メートル

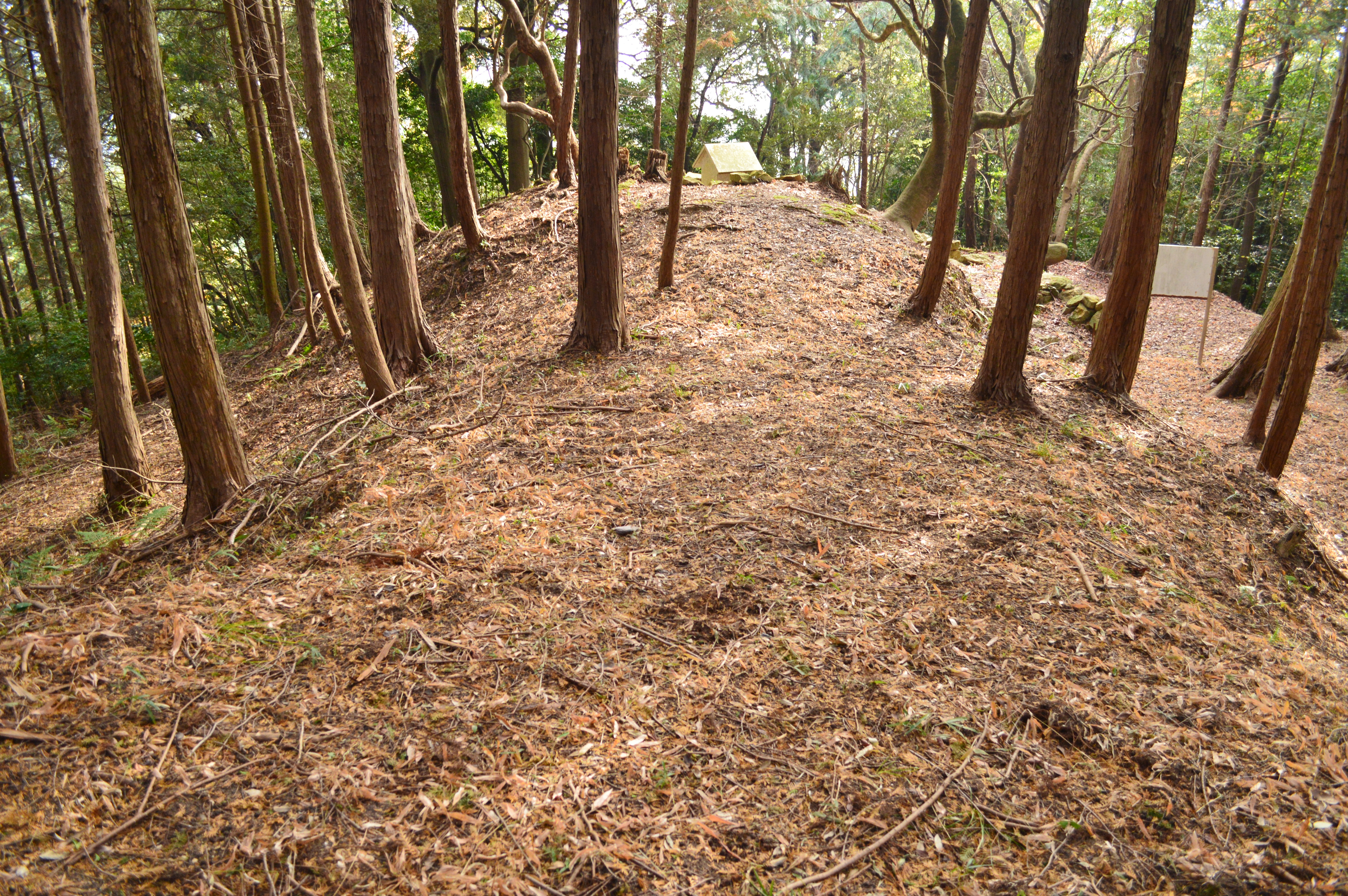
前方部から後円部を望む
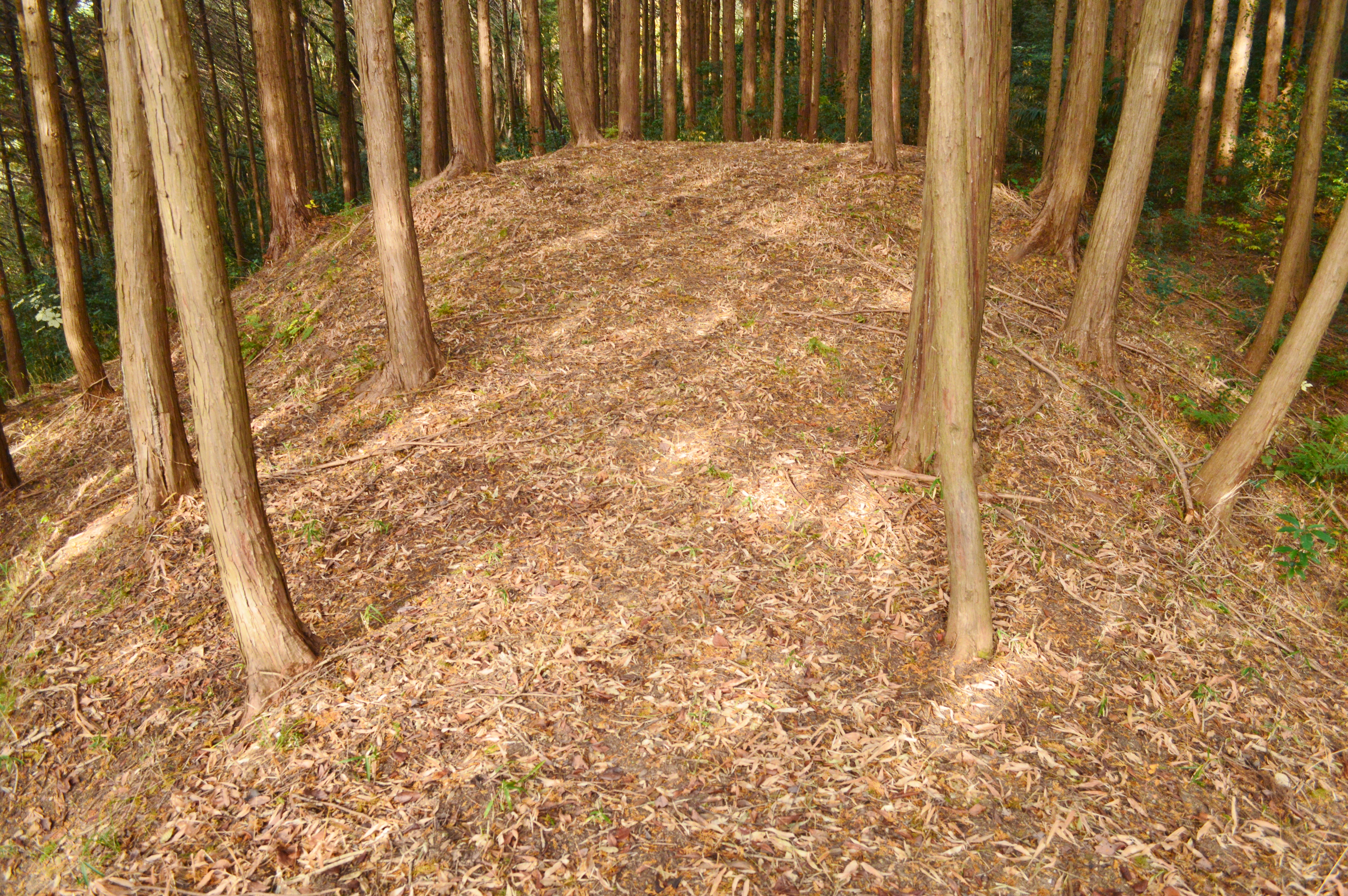
後円部から前方部を望む
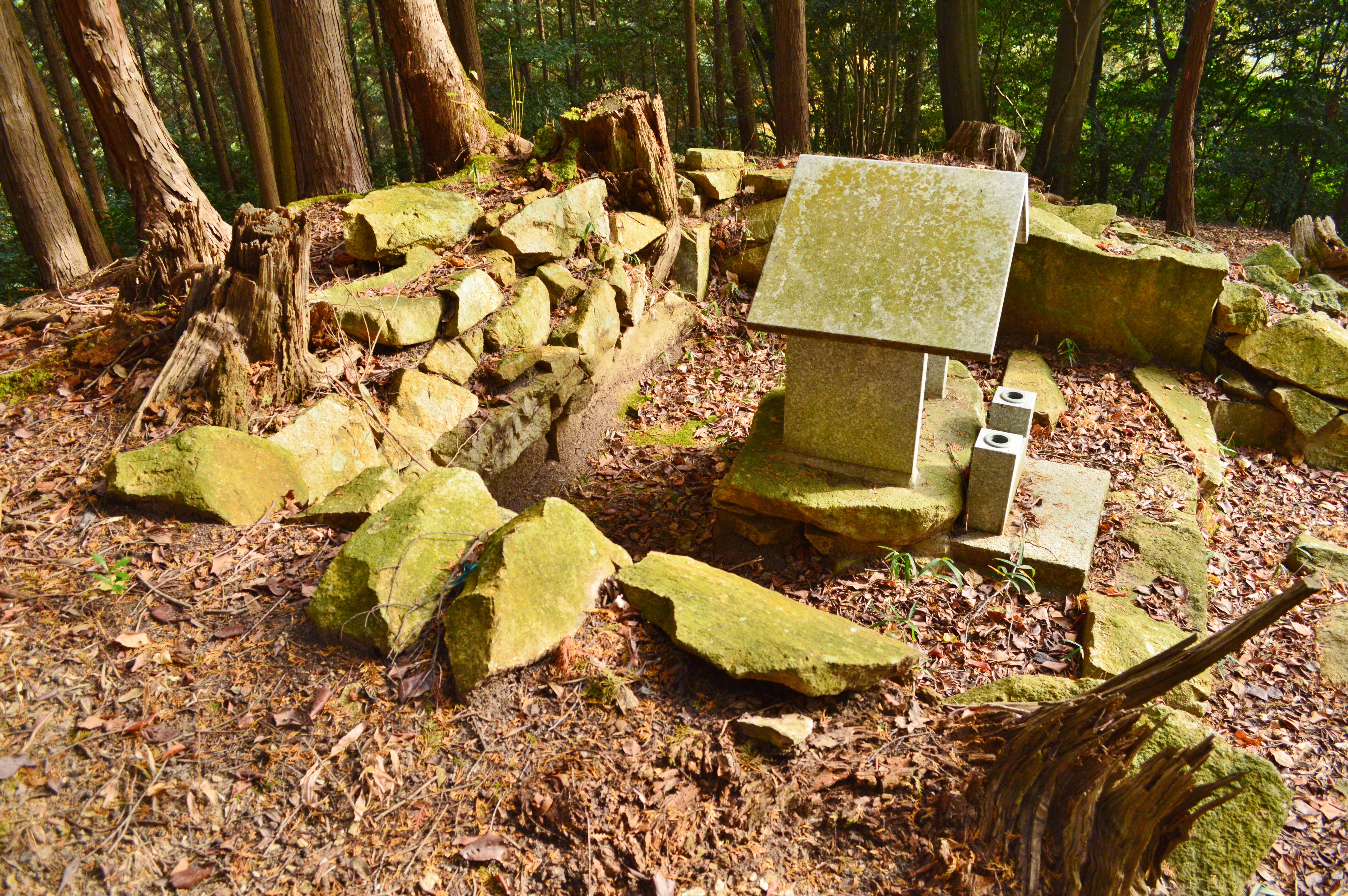
後円部墳頂の石室

## 文化財

### 山口県指定文化財
- 史跡
  - 大内氷上古墳 - 1986年（昭和61年）4月8日指定[1]。

## 関連文献
（記事執筆に使用していない関連文献）
- 山口県教育委員会文化課・山口県埋蔵文化財センター 編『山口県埋蔵文化財調査報告 第96集 -大内氷上古墳-』山口県教育委員会、1986年。
- 「大内氷上古墳」『山口県史 資料編 考古1』山口県、2000年。
- 「大内氷上古墳」『山口市史 史料編 考古・古代』山口市、2012年。